# Ирнерий
Ирнерий (на италиански: Irnerius, около 1050 – след 1125 г.) е средновековен италиански учен от Болоня.
Той е сред първите гласатори - преподаватели и тълкуватели на Corpus Iuris Civilis.
Ирнерий е приет за основател на първия европейски университет, оцелял и до днес – Болонския. Той е и изследовател на римското право, професор по право на Университета на Болоня.
Ирнерий е духовен вдъхновител и основател на школата на гласаторите в Болоня, прераснало по-късно в първи европейски университет. От историята, и в частност от историята на правото е известно, че още преди Ирнерий е съществувало училище по право в Болоня, в и към което са били ангажирани известни юристи-специалисти по римско право. Сред тях е Пепо или Пепино (на италиански Pepo/Pepino). Въпреки това, изучаването на римското право и неговото транслиране към съвременната юриспруденция се свързва с името на Ирнерий.
Ирнерий се счита са основоположник на съвременното тълкуване на закона, респективно на правото. Това тълкуване насочено към разбиране на значението му се превръща в т.нар. наука на гласаторите на текста, като гласаторския текст допълва в ново поле тълкувания текст на римските закони. Юридическата техника по тълкуване на старите текстове е оформена в специална методология за целта, създадена в/от основаната от Ирнерий школа на гласаторите, прераснала сетне в първия средновековен европейски университет. На тази стара римска основа, и въз основа на приложението на методологията на школата на гласаторите, малко по-късно възниква средновековното каноническо право, по времето на монаха-юрист Грациан.